# Tunak Tunak Tun
Tunak Tunak Tun (istočnopandžapski ਤੁਣਕ ਤੁਣਕ ਤੁਣ) ljubavna je pop pjesma indijskog pjevača Dalera Mehndija iz 1998. godine. Na Zapadu je pjesma stekla popularnost kao internetski fenomen. Pjesma je postala veliki hit u Indiji. Na službenom kanalu izdavačke kuće Sony Music India na YouTubeu pjesma ima preko 147,000.000 prikaza. Njezin je glazbeni spot prvi spot animiran uz pomoć računala u Indiji.